# Aldons Vrubļevskis
Aldons Vrubļevskis (2. juni 1957 i Zaļenieki i Lettiske SSR) er en lettisk advokat og nuværende præsident for Letlands Olympiske Komité.
Vrubļevskis beskæftigede sig med og var mesterkandidat indenfor cykelsporten i Letland. Han har gentagne gange fejret sejre i det lettiske ungdoms- og juniormesterskab i landevejscykling, og som Rigas mester indenfor banecykling. Vrubļevskis fik sin uddannelse ved Smiltene mellemskole, og dimitterede fra Letlands Statsuniversitets juridiske fakultet.
I 1994 fik Vrubļevskis advokatbeskikkelse. I perioden 1995 til 1999 arbejdede han for Europas Olympiske Komités associeredes juridiske kommission, mens han i 1996 blev dommer ved Sportens Voldgiftsret i Lausanne i Schweiz.
I perioden fra 1998 til 2004 var Vrubļevskis Letlands Olympiske Komités generalsekretær. Den 9. oktober 2004 blev han valgt til samme komités præsident. I 2008 genvalgtes han til embedet.